# Emisor (calefacción)
En las instalaciones de climatización y especialmente en las de calefacción, un emisor es un dispositivo (un intercambiador) que emite calor, cediéndolo al ambiente habitado.
El emisor más conocido es el radiador, pero también son emisores los convectores y el suelo radiante. También son emisores todos los aparatos unitarios (los que además de emitir calor, lo producen), como las chimeneas hogar, los calefactores eléctricos, los diversos tipos de estufas. Se podría considerar como tal el ventiloconvector.

## Cesión de calor
El fin de un emisor es calentar un local, cuestión que tiene dos aspectos: calentar el aire ambiente y conseguir que la temperatura de las paredes esté en un punto que no sea desagradable por fría. Puesto que la piel humana es un buen absorbedor y emisor de radiación, la sensación térmica, cuando se está rodeado de elementos a baja temperatura, es fría y exigiría una temperatura del aire más alta (ver temperatura resultante).
El emisor, en general, calienta el aire por convección; en la superficie del mismo el aire se calienta, aumenta de volumen y asciende, siendo sustituido por aire más frío. Al cabo de un rato, el aire estará a una temperatura adecuada. Ese aire caliente, en contacto con las paredes, cede calor y las va calentando, mejorando la sensación térmica en el local. También hay que tener en cuenta que, hasta cierto punto, el propio emisor también calienta los paramentos por radiación, tanto más cuanto mejores absorbentes de radiación sean, y cuanto mayor sea la superficie y la temperatura del emisor. Sin embargo, dada la pequeña superficie de la mayoría de los emisores y las bajas temperaturas a que funcionan la mayor parte de la temporada de calefacción, este efecto tiene poca incidencia.
La capacidad de ceder calor al ambiente es función de la superficie de intercambio y de la diferencia de temperaturas entre la superficie del emisor y el ambiente.

## Radiadores
En el caso de los radiadores, la temperatura del emisor sería la media entre la temperatura del caloportador (temperatura de entrada) y la del caloportador una vez que ha cedido calor en el emisor (temperatura de salida). Por lo tanto la regulación de los radiadores (potencia que proporcionan) puede hacerse cambiando la temperatura del caloportador o variando el caudal que los atraviesa (aumenta la temperatura de salida porque no se enfría tanto).

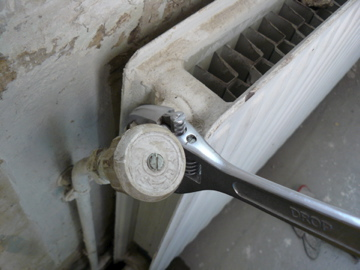
Radiador-convector; entre los dos paneles pueden verse los canales convectores

## Convectores
Es un tipo de emisor en el que se potencia el intercambio de calor por convección. El más corriente es como un radiador de tipo panel al que va soldada una placa metálica ondulada, formando canales en los que el aire se calienta y circula por termosifón, formando una corriente de aire caliente convectiva. Su regulación se hace por la temperatura superficial (temperatura del caloportador) o por caudal.
Otro tipo menos frecuente, consiste en una batería (intercambiador de tubos con aletas) encerrada en una carcasa, generalmente metálica, con rejillas en la parte inferior y en la superior, de modo que el aire contenido se calienta y sale por la superior, mientras que el aire frío entra por la inferior. La regulación se hace, bien como en el caso anterior, bien entreabriendo o entrecerrando la entrada o salida de aire en las correspondientes rejillas.

## Ventiloconvectores
Aparatos semejantes a los últimos convectores descritos, constan de un intercambiador de tubos y aletas y de un ventilador dentro de una carcasa. El intercambio se hace por convección forzada. La regulación se hace variando la temperatura o el caudal del caloportador o, también, variando la velocidad del ventilador.

## Suelo radiante
En este caso, la temperatura de emisión ha de ser relativamente baja. Una temperatura superior a 29 °C puede causar dolencias en las piernas de los usuarios (varices). Dado que las tuberías van a cierta profundidad bajo el suelo y llevan cierta separación entre ellas, la temperatura del caloportador es más alta que la superficial; al distribuirse el calor por la masa de obra que envuelve las tuberías, baja la temperatura; en cualquier caso la del caloportador no debe superar los 55 °C y la de la superficie los 28...29 °C. La regulación se hace mediante la temperatura del caloportador, que a su vez, variará la temperatura del suelo.
Cuando se trata de un paramento radiante eléctrico (en este caso suele ser el techo, pues en el suelo las normativas exigen que las resistencias sean blindadas, lo que encarece muchísimo la instalación), la regulación se hace por tiempo, mediante un termostato ambiente.

## Aparatos unitarios
Se considera aparato unitario aquel que emite el calor que produce. Entre ellos están:
- Chimenea hogar
- Estufa, que funciona con combustibles
- Estufa de gas
- Estufa de queroseno
- Calefactor eléctrico, o estufa eléctrica